# Paul Geisler
Paul Geisler (10 d'agost de 1856 a Stolp, Pomerània-3 d'abril de 1919, Posen) fou un compositor deixeble del seu avi (director de música a Marienburg) i de Konstantin Decker. Fou repetiteur al teatre Municipal de Leipzig, director d'orquestra a Bremen (1883-85), i posteriorment fundà a Poznań un conservatori de música, havent dirigit, a més, en aquesta població, diversos concerts simfònics. Des del 1899 fins al 1903 fou director de l'Associació provincial de Cantors.
És autor de diverses òperes, entre elles:
- Ingeborg, (Bremen, 1884),
- Hertha, (Hamburg, 1891),
- Die Ritter von Marienburg Palm, (1893),
- Warum, Fredericus rex, (1899),
- Prinzessin Ilse (1903),
- Wikingertod, episodi dramàtic,
- Der Rattenfänger von Hameln, poema simfònic (1880),
- Till Eulespiegel, poema simfònic,
- Sansara, poema simfònic,
- Galghatha, poema simfònic,
- Episoden, música vocal i piano,
- Monologe, música vocal i piano,
- Quatre simfonies, titulades Fresques symphoniques, etc.